# 丹下大
丹下 大（たんげ まさる、1974年9月22日 - 、男性）は、日本の実業家。株式会社SHIFT創業者・代表取締役社長。

## 概要
広島県神石高原町出身。両親ともに公務員で兄が一人の家庭で育つ。小学校四年生の時、母親に「何をやってお金を稼ぐの？」と聞かれ、その時はプロ野球選手になると答えたが、小学校六年生の時、日本の全人口のうちプロ野球選手になれる人数は少なく、自分がプロ野球選手になるのは極めて困難であると判断し、以後、代替案として経営者になることを目指した。
広島県立府中高等学校、同志社大学工学部機械工学科卒業後、フリーターを経て京都大学大学院工学研究科機械理工学専攻修了。2000年に新卒として製造業向けコンサルティング会社のインクス(現SOLIZE)に入社。2005年に独立して株式会社SHIFTを設立。起業当初はインクス在籍時と同様に製造業向けコンサルティングをしながらモバイルサービスやポルシェのレンタカーなどの事業を行っていたが、2009年にソフトウェアテスト事業に参入。ソフトウェアテスト事業では製造業コンサルティングの手法を利用した。2014年に東証マザーズ上場、2019年に東証一部に市場変更。
2019年、インターステラテクノロジズが打ち上げ予定の観測ロケットMOMO3号機の命名権を取得して「宇宙品質にシフト MOMO3号機」と名付けた。

## 役職
- 東京理科大学研究推進機構総合研究院客員教授[11]
- 神石高原町経済大使[12]
- 一般財団法人品川ビジネスクラブ理事[13]
- 高知県観光特使[14]
- 第22期 EO Tokyo 会長[15]
- 株式会社 MSERRNT（マサーント） 代表取締役[16]

## 著書
- 『できないとは言わない。できると言った後にどうやるかを考える』ダイヤモンド社 ISBN 978-4478024553 （2014年5月29日出版）